# 예일 신학대학교

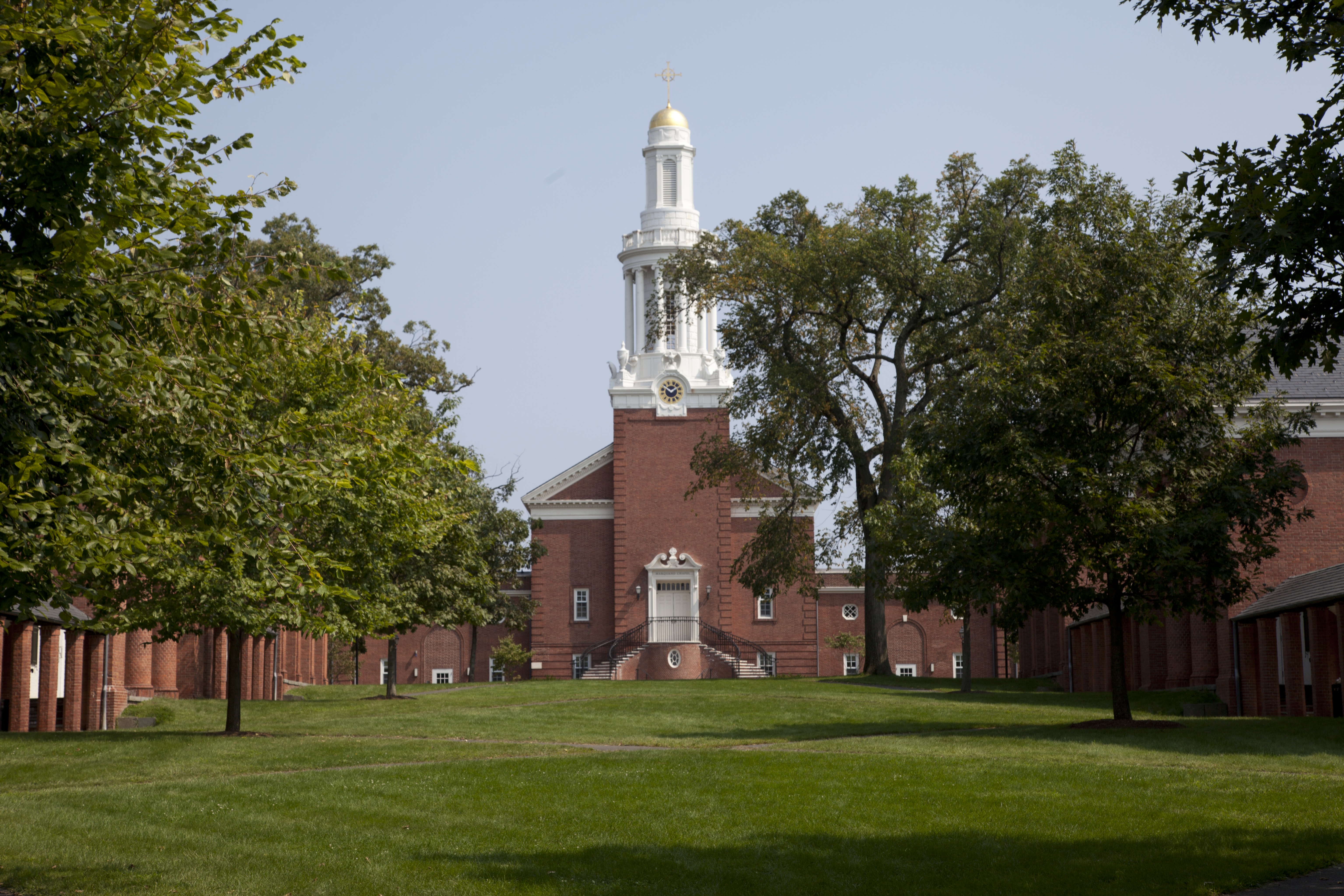
예일 신학교 전경

예일 신학대학교(Yale Divinity School)는 예일 대학교 안에 위치한 신학교로 뉴헤이븐에 위치하고 있다. 예일 대학교의 12개의 대학원중의 하나로 1822년에 회중주의자들이 설립하였다. 2017년에 앤도버 신학교와 연합되었다.
졸업생 중 유명한 인물로는 하비 콕스, 스탠리 하우어워스, 리차드 헤이스, 론 사이더,R.A.토레이등이 있다.

## 같이 보기
- 뉴잉글랜드신학
- 나다니엘 테일러